# Kœnigsmacker
Kœnigsmacker település Franciaországban, Moselle megyében. Lakosainak száma 2242 fő (2022. január 1.). Kœnigsmacker Cattenom, Elzange, Basse-Ham, Malling, Oudrenne és Valmestroff községekkel határos.

## Népesség
A település népességének változása:
| Lakosok száma | 1439 | 1603 | 1722 | 1996 | 2187 | 2222 | 2244 | 2256 | 2278 | 2242 |
|               | 1968 | 1982 | 1990 | 2006 | 2013 | 2015 | 2017 | 2019 | 2020 | 2022 |